# Agence togolaise de presse
L'Agence togolaise de presse ou (ATOP) est une agence de presse dont le siège est situé à Lomé, la capitale du Togo.

## Présentation
Créée le 6 mars 1975, l'ATOP est initialement rattachée au ministère togolais de l'Information.
L'ATOP dispose de correspondants de presse répartis dans tout le pays pour les informations locales et nationales, ainsi que d'un partenariat avec l'Agence France-Presse pour les informations internationales.
Son directeur est Jean Baptiste Adéyêmi Eyébéyi.